# Liste von Persönlichkeiten der Stadt Borken
Die Liste der Persönlichkeiten der Stadt Borken zeigt die Ehrenbürger, die Träger des Ehrenrings, in Borken geborene Personen sowie anderweitig mit Borken verbundene Personen.

## Ehrenbürger der Stadt
- 1902: Wilhelm Bucholtz (* 1830; † 1911), Landrat des Kreises Borken von 1870 bis 1902
- 1904: Johannes Erpenbeck (* 1831; † 1912), Pfarrdechant in Borken von 1869 bis 1912
- 1912: Gustav Mettin (* 1845; † 1922), Bürgermeister der Stadt Borken von 1876 bis 1912
- 1926: Joseph Bierbaum (* 1868; † 1942)
- 1929: Stephan von Spee (* 1866; † 1956), Landrat des Kreises Borken von 1904 bis 1931
- 1958: Ludwig Walters (* 1875; † 1968)
- 1961: Emil Kubisch (* 1891; † 1971)
- 1964: Wilhelm Grothues (* 1889; † 1980), Pfarrer der Christus-König-Gemeinde im Ortsteil Gemen von 1944 bis 1968
- 1976: August Pricking (* 1906; † 1990), Propst, Pfarrdechant der St.-Remigius-Kirchengemeinde von 1952 bis 1977

## Träger des Ehrenrings der Stadt
- 1968: Wilhelm Fortmann (1918–2002)
- 1968: Aloys Hassing (1904–1995)
- 1971: Bernhard Döring (1911–1984)
- 1972: Wilhelm Beering (1921–2000)
- 1975: Josef Hellmann (1927–2016)
- 1979: Oswald Böhm (1917–1990)
- 1981: Hans Pellmann (1921–2008)
- 1984: Alfons Kutsch (1933–2001)
- 1989: Josef Schlottbom (1921–1995)
- 1996: Paul Kranz (1925–2003)
- 1996: Karl Pöpping (1919–2014)
- 1996: Werner Melis (1926–2012)
- 1999: Josef Ehling (1935–2014)
- 2002: Wilhelm Deckers (* 1942)
- 2004: Ursula Großkopff (1937–2012)
- 2004: Karl-Heinz Plaßmann (1940–2020)
- 2016: Rolf Lührmann (* 1951)
- 2020: Ursula Brebaum (* 1929)

## Söhne und Töchter der Stadt
- Johannes Walling (1390–1458), erster Stiftspropst in Borken, dann Dompropst in Lübeck
- Georg Rava (1599–1675), Freigraf, Amtmann und Richter
- Otto Ernst Leopold von Limburg-Stirum (1684–1754), Herr von Gemen und Raesfeld, General der Kaiserlichen Armee
- Bernhard Bischopinck (1690/1692–1746), Theologe und Jesuit
- Johann Philipp Becker (1711–um 1800), Apotheker
- Franz von Duesberg (1793–1872), Jurist und Politiker
- Christian Hermann Wienenbrügge (1813–1851), katholischer Pfarrer, Religionslehrer und Dichter
- Anton Johann Albert The Losen (1814–1888), preußischer Generalmajor
- Hubertus Voß (1841–1914), Bischof von Osnabrück
- Friedrich Graf von Landsberg-Velen und Gemen (1850–1926), Standesherr von Gemen und Politiker
- Julia Schily-Koppers (1855–1944), Malerin
- Julius Schlattmann (1857–unbekannt), Maler, Illustrator und Karikaturist
- Ilse von Stach (1879–1941), Schriftstellerin
- Wilhelm Büning (1881–1958), Architekt
- Alfred Martens (1881–1920), Architekt
- Ernst Sieburg (1885–1937), Pharmakologe
- Anne Tölle-Honekamp (1896–1944), Schriftstellerin
- Nina Winkel (1905–1990), Malerin
- Manfred Gans (1922–2010), deutsch-jüdischer Flüchtling und Offizier der britischen Armee im Zweiten Weltkrieg
- Horst Wardemann (1930–2006), Wasserbauingenieur und Hochschullehrer
- Barbara Schäfer (1934–2024), Pädagogin und Politikerin (CDU) (ehemalige Landesministerin Baden-Württembergs)
- Günther Storck (1938–1993), katholischer Priester und sedisvakantistischer Bischof
- Kurt Hammerich (1940–2017), Soziologe und Hochschullehrer
- Willy Strothotte (* 1944), deutscher Industrieller (Glencore)
- Theresa Wobbe (* 1952), Historikerin und Soziologin
- Ewald Terhart (* 1952), Pädagoge und Professor an der Universität Münster
- Heribert Cypionka (* 1955), Professor für Biologie und Mikrobiologie
- Matthias Kunkler (1957–1997), Maler
- Maria-Theresia Leuker (* 1957), Professorin für niederländische Philologie an der Universität zu Köln.
- Peter Welchering (* 1960), Wissenschaftsredakteur und Journalist
- Birgit Ebbert (* 1962), Schriftstellerin
- Jacques Palminger (* 1964), Musiker
- Andreas Hoffjan (* 1967), Ökonom und Hochschullehrer
- Karim Sebastian Elias (* 1971), Komponist
- Thomas Kerkhoff (* 1981), Kommunalpolitiker (CDU), Bürgermeister der Stadt Bocholt
- Jeanette Blömen (* 1983), Fußballerin und Leichtathletin
- Susan Albers (* 1983), Sängerin und Pianistin
- Antonia Baum (* 1984), Schriftstellerin und Journalistin
- Daniel Schnelting (* 1986), Leichtathlet
- Ricky Saward (* 1989), Koch
- Eva Schulz (* 1990), Journalistin
- Marvin Grumann (* 1993), Fußballspieler
- Lisanne Meis (* 1996), Volleyballspielerin
- Linda Bock (* 2000), Volleyballspielerin

## Mit Borken verbunden
- Jodocus Hermann Nünning (1675–1753), Historiker und Antiquar
- Johann Ignaz Franz Reichsfreiherr von Landsberg-Velen und Gemen (1788–1863), Politiker, Standesherr von Gemen und Unternehmer
- Friedrich Ludolf Anton Walpurg Freiherr von Landsberg-Velen und Gemen, ab 1840 Graf (1815–1898), Unternehmer, Standesherr von Gemen (1863–1898), später nur „Friedrich Graf von Gemen“ genannt
- Léonide Massine (1895–1979), Tänzer und Choreograf, gestorben in Borken
- Herbert Lütkebohmert (1948–1993), Fußballspieler, lebte in Borken und ist hier begraben
- Hans-Karl Eder (* 1950), Mathematiker, Pädagoge und Buchautor, lebt in Borken
- Marcus Ehning (* 1974), Springreiter und Olympiasieger, lebt in Borken-Weseke
- Johannes Ehning (* 1982), Springreiter, wuchs in Borken auf, Bruder von Marcus
- Anne König (* 1984), Politikerin (CDU), wuchs in Borken auf